# Ann Arbor
Ann Arbor is een stad in de Amerikaanse staat Michigan, 41 mijl ten westen van de stad Detroit. Een volkstelling uit 2000 toont een inwonertal van ongeveer 115.000 inwoners, waarvan zo'n 30.000 studenten. De stad huisvest de bestuurlijke zetel voor Washtenaw County en telt meer inwoners dan Lansing, de hoofdstad van de staat Michigan.

## Universiteitsstad
De aanwezigheid van een campus van de Universiteit van Michigan maakt van Ann Arbor een echte universiteitsstad. Er vinden dan ook het gehele jaar culturele festivals plaats, waaronder het Ann Arbor Folk Festival en de Ann Arbor Art Fairs. Verder is er een archeologiemuseum, een kunstmuseum, een natuurhistorisch museum en een wetenschapsmuseum waar de bezoeker zelf experimenten kan doen.
De University of Michigan staat op de 21e plek op de ranglijst van het Institute of Higher Education, Shanghai Jiao Tong University. Deze ranglijst is gebaseerd op een wereldwijde vergelijking van alle universiteiten van de kwaliteit van het onderwijs en het wetenschappelijk onderzoek.

## Demografie
Van de bevolking is 7,9% ouder dan 65 jaar en bestaat voor 35,5% uit eenpersoonshuishoudens. De werkloosheid bedraagt 1,4% (cijfers volkstelling 2000).
De bevolking van Ann Arbor bestaat voornamelijk uit blanke Amerikanen, met als minderheden 3,3% hispanics en latino's, 8,8% van Afrikaanse en 11,9% van Aziatische oorsprong.
Het aantal inwoners steeg van 110.168 in 1990 naar 114.024 in 2000.

## Klimaat
In januari is de gemiddelde temperatuur -4,9 °C, in juli is dat 22,8 °C. Jaarlijks valt er gemiddeld 833,4 mm neerslag (gegevens op basis van de meetperiode 1961-1990).

## Geboren
- Charles Cooley (1864-1929), socioloog
- Hale Ascher VanderCook (1864-1949), componist, dirigent, muziekpedagoog en cornettist
- William Hewlett (1913-2001) medeoprichter van Hewlett-Packard
- Thomas Huckle Weller (1915-2008), viroloog en Nobelprijswinnaar (1954)
- Arthur Danto (1924–2013), filosoof
- Martha Vickers (1925-1971), actrice
- Alvin Plantinga (1932), filosoof (van Friese afkomst)
- Samuel Ting (1936), natuurkundige en Nobelprijswinnaar (1976)
- Ron Asheton (1948-2009), gitarist en songwriter
- Billy Jones (1949-1995), rockzanger en -gitarist
- Eric Betzig (1960), natuurkundige en Nobelprijswinnaar (2014)
- David S. Goyer (1965), scenarioschrijver, filmregisseur en boekenschrijver
- Kent Steffes (1968), beachvolleyballer
- Nicole Forester (1972), actrice
- Brian Schatz (1972), senator voor Hawaï
- Mayer Hawthorne (1979), zanger, songwriter en muzikant
- Austin Nichols (1980), acteur
- Alan Webb (1983), atleet
- Candice Davis (1985), atlete
- Evan Bates (1989), kunstschaatser

## Plaatsen in de nabije omgeving
De onderstaande figuur toont nabijgelegen plaatsen in een straal van 16 km rond Ann Arbor.